# Quả cầu bí ẩn
Quả cầu bí ẩn là gameshow Việt hóa từ chương trình Boom! nổi tiếng của Israel, do Đài Truyền hình Việt Nam phối hợp cùng công ty Aquablue Media thực hiện. Trò chơi này gần giống với Đừng để tiền rơi cùng Chọn đâu cho đúng và Sàn đấu thời gian từng phát trước đó. Chương trình bắt đầu lên sóng VTV3 vào khung giờ vàng tối Chủ nhật từ ngày 3 tháng 3 năm 2019 đến 25 tháng 8 năm 2019 ở mùa 1. Mùa 2 phát sóng lúc 10h45 thứ 7 từ ngày 4 tháng 1 năm 2020 đến 26 tháng 12 năm 2020.

## Luật chơi
Người chơi tham dự theo nhóm là bốn người, trong đó có một người là nhóm trưởng. Trước khi bắt đầu, đội chơi lựa chọn một nhóm trưởng để trả lời câu hỏi số 8, một người chơi để trả lời các câu hỏi đầu tiên của chương trình.
Có tất cả là 8 quả cầu, trong đó có:
1. Quả cầu 1-4 (mặt ngoài là màu xanh lá (dễ)): Có 4 sợi dây tương ứng với 4 đáp án màu xanh dương, vàng, đỏ, xanh lá.
2. Quả cầu 5-7 (mặt ngoài là màu vàng (trung bình)): Có 5 sợi dây tương ứng với 5 đáp án màu xanh dương, vàng, đỏ, xanh lá, trắng.
3. Quả cầu 8 (mặt ngoài là màu đỏ (khó)): Có 8 sợi dây tương ứng với 8 đáp án màu xanh dương, vàng, đỏ, xanh lá, trắng, hồng, nâu/tím, cam.

Ghi chú: Kể từ mùa 2, đáp án màu nâu được chuyển thành màu tím.
Mỗi đáp án của câu hỏi sẽ tương ứng với một sợi dây trên đỉnh quả cầu. Mỗi đáp án sẽ hiển thị trước, câu hỏi sẽ được MC đọc ngay sau đó. Thời gian trả lời 7 câu hỏi đầu là 1 phút, câu số 8 là 2 phút. Để trả lời câu hỏi, thí sinh sử dụng chiếc kìm của chương trình cắt đi các sợi dây có màu tương ứng với các đáp án sai (để lại sợi dây ứng với đáp án đúng, mỗi câu chỉ có 1 đáp án đúng). Khi cắt sợi dây, chiếc đồng hồ sẽ dừng lại và hệ thống sẽ công bố đó là đáp án đúng hay sai. Nếu đó là đáp án sai, đồng hồ sẽ tiếp tục chạy, người chơi tiếp tục cắt dây trả lời câu hỏi (nếu tất cả các dây tương ứng với đáp án sai trong một quả cầu đều đã bị cắt, người chơi sẽ thắng và được đi tiếp sang các câu hỏi tiếp theo). Nếu cắt nhầm vào đáp án đúng của chương trình hoặc hết giờ, quả cầu sẽ phát nổ (bị bắn bụi, hay theo cách gọi của MC là bị dính "lời nguyền", trước khi bắt đầu chơi, thí sinh cần đeo kính của chương trình để tránh bị bụi bắn vào mắt), thí sinh sẽ bị loại ra khỏi cuộc chơi. Nhóm chơi tiếp tục chọn người kế tiếp trả lời các câu hỏi sau.
Từ câu 5 trở đi, người chơi được một trong các quyền trợ giúp. Các quyền này sẽ được thực hành luôn:
- Hỏi đội trưởng một lần trong một câu hỏi;
- Hỏi đội trưởng không giới hạn trong một câu hỏi (đến khi thắng hoặc hết giờ hoặc cắt vào dây ứng với đáp án đúng);
- MC cắt trước một sợi dây của đáp án sai trước khi bắt đầu tính giờ;
- Chọn một trong những người chưa bị loại để chơi quả cầu cùng mình (Nếu chỉ còn một người chơi thì không thể dùng quyền này);
- Nhờ MC cắt dây và chịu bị dính bụi thay cho mình (Người chơi vẫn phải tự chọn đáp án, nếu chọn phải đáp án đúng để cắt hoặc hết giờ thì MC bị dính bụi và người chơi bị loại).

Đội chơi có thể dừng chơi sau quả cầu 7 và nhận phần thưởng tiền mặt (20.000.000 đồng, 30.000.000 đồng hoặc 40.000.000 đồng) hoặc đấu tiếp đến quả cầu số 8. Ở quả cầu số 8, trưởng nhóm là người sẽ trả lời. Nếu thắng câu số 8, đội chơi sẽ chiến thắng chung cuộc và được nhận giải thưởng là 50.000.000 đồng cho mỗi thí sinh còn sống sót. Nếu tất cả 4 thí sinh đều bị loại hoặc thua cuộc ở quả cầu 8 (Hết giờ hoặc cắt nhầm vào dây tương ứng với đáp án đúng), đội chơi sẽ ra về mà không có tiền thưởng.
Lưu ý: Quyền dừng cuộc chơi sau quả cầu số 7 chỉ được dùng nếu đội trưởng còn sống sót; nếu như đội trưởng bị loại ở quả cầu số 7, đội chơi ra về tay trắng (không có tiền thưởng).
Trong một số tập, kể cả sau khi người chơi thất bại thì MC vẫn có thể quyết định cho cơ hội người chơi giải mã câu 8 trong tình huống giả định, tuy nhiên đội chơi vẫn phải ra về tay trắng vào cuối chương trình, đồng thời nếu tiếp tục thất bại thì người giải mã quả cầu 8 sẽ phải dính bụi một lần nữa.

## Các tập phát sóng
| Loại            | Ý nghĩa                                                         |
| --------------- | --------------------------------------------------------------- |
| –               | Quả cầu mà nhóm người chơi bỏ qua                               |
| Tên được in đậm | Đội trưởng của đội                                              |
| (n)             | Số lần tham gia của người chơi (nếu tham gia nhiều hơn một lần) |
|                 | Giải mã thành công                                              |
|                 | Giải mã thất bại                                                |
|                 | Nhóm chơi chiến thắng (giải mã thành công quả cầu thứ 8)        |
|                 | Nhóm chơi dừng chơi ở quả cầu thứ 7                             |
|                 | Nhóm chơi thua cuộc                                             |

### Mùa 1
| Tập | Ngày      | Đội chơi                                                    | Kết quả giải mã quả cầu | Kết quả giải mã quả cầu | Kết quả giải mã quả cầu | Kết quả giải mã quả cầu | Kết quả giải mã quả cầu | Kết quả giải mã quả cầu | Kết quả giải mã quả cầu | Kết quả giải mã quả cầu | Giá trị giải thưởng (đồng) | TK            |
| Tập | Ngày      | Đội chơi                                                    | 1                       | 2                       | 3                       | 4                       | 5                       | 6                       | 7                       | 8                       | Giá trị giải thưởng (đồng) | TK            |
| --- | --------- | ----------------------------------------------------------- | ----------------------- | ----------------------- | ----------------------- | ----------------------- | ----------------------- | ----------------------- | ----------------------- | ----------------------- | -------------------------- | ------------- |
| 1   | 3/3/2019  | Nhóm Zero9 (Leo, Zane, Han), Tino                           |                         |                         |                         |                         |                         | [ a ]                   |                         |                         | 0                          |               |
| 2   | 10/3/2019 | Hồ Bích Trâm, Tiko Tiến Công, Trương Quốc Bảo, Xuân Tiến    |                         |                         |                         |                         |                         |                         |                         | –                       | 0                          | [ 4 ]         |
| 3   | 17/3/2019 | Kim Anh, Addy Trần, Hà Nhi, 1Dee                            |                         |                         |                         |                         |                         |                         |                         | –                       | 30.000.000                 |               |
| 4   | 24/3/2019 | Gil Lê, MLee, Quốc Anh, Duy Khánh                           |                         |                         |                         |                         |                         |                         |                         |                         | 0                          |               |
| 5   | 31/3/2019 | Hoàng Tôn, Diễm Hương, Phương Mai, Hoàng Kỳ Nam             |                         |                         |                         |                         |                         |                         |                         |                         | 0                          | [ 5 ]         |
| 6   | 7/4/2019  | Lương Gia Huy, Hồ Đức Lợi, Tôn Kinh Lâm, Mia                |                         |                         |                         |                         |                         |                         |                         | –                       | 40.000.000                 | [ 6 ]         |
| 7   | 14/4/2019 | Bảo Kun, Misoa, Gia Linh, RTee                              |                         |                         |                         |                         |                         |                         |                         |                         | 100.000.000                | [ 7 ] [ 8 ]   |
| 8   | 21/4/2019 | Thúc Lĩnh Lincoln, Thoại Tiên, Thùy Anh, Anh Đức            |                         |                         |                         |                         |                         |                         |                         | [ b ]                   | 0                          | [ 9 ]         |
| 9   | 28/4/2019 | Dương Mạc Anh Quân, Cao Ngân, Trần Trung, Cao Thiên Trang   |                         |                         |                         |                         |                         |                         |                         |                         | 0                          |               |
| 10  | 5/5/2019  | Kim, Baggio, Mạnh Tùng, Miko Lan Trinh                      |                         |                         |                         |                         |                         |                         |                         | –                       | 30.000.000                 | [ 10 ]        |
| 11  | 12/5/2019 | Dương Thanh Vàng, Quách Ngọc Tuyên, Puka, Lê Dương Bảo Lâm  |                         |                         |                         |                         |                         |                         |                         |                         | 0                          | [ 11 ]        |
| 12  | 19/5/2019 | Ngọc Trúc, Lâm Trí Thuận, Bích Hồng, Thiên Phong            |                         |                         |                         |                         |                         |                         |                         |                         | 0                          | [ 12 ] [ 13 ] |
| 13  | 26/5/2019 | Masew, Amee, Phi Ngọc Ánh, B Ray                            |                         |                         |                         |                         |                         |                         |                         | [ b ]                   | 0                          | [ 14 ]        |
| 14  | 2/6/2019  | Lê Nhân, Hữu Đằng, Trà Ngọc, Ngọc Hoa                       |                         |                         |                         |                         | [ a ]                   |                         |                         |                         | 0                          |               |
| 15  | 9/6/2019  | Lâm Thắng, Thái Tuyết Trâm, Hữu Thanh Tùng, Trần Anh Huy    |                         |                         |                         |                         |                         |                         |                         |                         | 0                          | [ 15 ]        |
| 16  | 16/6/2019 | Huỳnh Quý, Tuyền Tăng, Lê Hạ Anh, Hữu Tín                   |                         |                         |                         |                         |                         |                         |                         | –                       | 20.000.000                 |               |
| 17  | 23/6/2019 | Ái Phương, Kyo York, Hồ Việt Trung, Hồ Quang Hiếu           |                         |                         |                         |                         |                         |                         |                         |                         | 50.000.000                 |               |
| 18  | 30/6/2019 | Anh Đức (2), Gia Linh, Lâm Vỹ Dạ, Thanh Hưng                |                         |                         |                         |                         |                         |                         |                         |                         | 0                          |               |
| 19  | 7/7/2019  | Kiều Ngân, Tronie Ngô, ViruSs, Jaykii                       |                         |                         |                         |                         |                         |                         |                         |                         | 0                          |               |
| 20  | 14/7/2019 | Vũ Mạnh Cường, Lê Trang, Phong Linh, Lâm Á Hân              |                         |                         |                         |                         | [ a ]                   |                         |                         |                         | 0                          |               |
| 21  | 21/7/2019 | Phát La, Luna, Mina, Osad                                   |                         |                         |                         |                         |                         |                         |                         |                         | 0                          |               |
| 22  | 28/7/2019 | Song Luân, Orange, Fung La, Châu Đăng Khoa                  |                         |                         |                         |                         |                         |                         |                         |                         | 0                          |               |
| 23  | 4/8/2019  | Lê Lộc, Lệ Ngọc, Xuân Nghi, Khắc Minh                       |                         |                         |                         |                         |                         |                         |                         |                         | 0                          |               |
| 24  | 11/8/2019 | Ưng Đại Vệ, YanBi, Yến Lê, Mai Tiến Dũng                    |                         |                         |                         |                         |                         |                         |                         | [ b ]                   | 0                          |               |
| 25  | 18/8/2019 | Him Phạm, nhóm LIME (Emma Nhất Khanh, Ivone, Liz Kim Cương) |                         |                         |                         |                         |                         |                         |                         |                         | 50.000.000                 |               |
| 26  | 25/8/2019 | Khánh Ngô, Juun Đăng Dũng, Lưu Hiền Trinh, Duy Ngọc         |                         |                         |                         |                         |                         |                         |                         |                         | 0                          |               |

### Mùa 2

#### Phần 1
| Tập | Ngày      | Đội chơi                                                        | Kết quả giải mã quả cầu | Kết quả giải mã quả cầu | Kết quả giải mã quả cầu | Kết quả giải mã quả cầu | Kết quả giải mã quả cầu | Kết quả giải mã quả cầu | Kết quả giải mã quả cầu | Kết quả giải mã quả cầu | Giá trị giải thưởng (đồng) | TK |
| Tập | Ngày      | Đội chơi                                                        | 1                       | 2                       | 3                       | 4                       | 5                       | 6                       | 7                       | 8                       | Giá trị giải thưởng (đồng) | TK |
| --- | --------- | --------------------------------------------------------------- | ----------------------- | ----------------------- | ----------------------- | ----------------------- | ----------------------- | ----------------------- | ----------------------- | ----------------------- | -------------------------- | -- |
| 1   | 4/1/2020  | Bửu Đa, Nhung Gumiho, Ngô Phương Anh, Trường Thịnh              |                         |                         |                         |                         |                         |                         |                         |                         | 0                          |    |
| 2   | 11/1/2020 | Mr A, Cường 7, Ngọc Anh, Hoàng Tôn (2)                          |                         |                         |                         |                         |                         |                         |                         | –                       | 40.000.000                 |    |
| 3   | 18/1/2020 | Huỳnh Tú, Hakoota Dũng Hà, Trương Thảo Nhi, Vũ Thảo My          |                         |                         |                         |                         |                         |                         |                         |                         | 0                          |    |
| 4   | 1/2/2020  | Quỳnh Lý, Phương Linh, Hạnh Thảo, Dương Thanh Vàng (2)          |                         |                         |                         |                         |                         |                         |                         |                         | 0                          |    |
| 5   | 8/2/2020  | Nguyễn Anh Tú, Nguyên Thảo, Ngọc Phước, Quốc Khánh              |                         |                         |                         |                         |                         |                         |                         |                         | 50.000.000                 |    |
| 6   | 15/2/2020 | Yến Tatoo, Vĩnh San, Hạo Đông, Lâm Thanh Nhã                    |                         |                         |                         |                         |                         |                         |                         | –                       | 0                          |    |
| 7   | 22/2/2020 | Gin Tuấn Kiệt, Will, Jin Ju, Jun Vũ                             |                         |                         |                         |                         |                         | [ a ]                   |                         |                         | 0                          |    |
| 8   | 29/2/2020 | Phương Trinh Jolie, Lý Bình, Lê Hạ Anh (2), Tia Hải Châu        |                         |                         |                         |                         |                         |                         |                         |                         | 50.000.000                 |    |
| 9   | 7/3/2020  | Nhóm Monstar (Nicky, Key, J, Zino)                              |                         |                         |                         |                         |                         |                         |                         |                         | 0                          |    |
| 10  | 14/3/2020 | Shin Hồng Vịnh, Anh Vũ, Đỗ Kim Thành, Nguyễn Minh Châu          |                         |                         |                         |                         |                         |                         |                         |                         | 0                          |    |
| 11  | 21/3/2020 | Lê Trang (2), Lê Dương Bảo Lâm (2), Dustin Phúc Nguyễn, Kim Nhã |                         |                         | [ a ]                   |                         |                         |                         |                         |                         | 50.000.000                 |    |
| 12  | 28/3/2020 | Nhóm Uni5 (Lục Huy, K.O, Cody, Toof.P)                          |                         |                         |                         |                         |                         |                         |                         |                         | 0                          |    |
| 13  | 4/4/2020  | Nhóm Lip B (Annie, Yori, Liz, Rosy)                             |                         |                         |                         |                         |                         |                         |                         |                         | 50.000.000                 |    |
| 14  | 11/4/2020 | Jaykii (2), Hoàng Trung, Ngô Hải Nam, Trần Nhậm                 |                         |                         |                         |                         |                         |                         |                         |                         | 100.000.000                |    |

#### Phần 2
| Tập | Ngày       | Đội chơi                                                        | Kết quả giải mã quả cầu | Kết quả giải mã quả cầu | Kết quả giải mã quả cầu | Kết quả giải mã quả cầu | Kết quả giải mã quả cầu | Kết quả giải mã quả cầu | Kết quả giải mã quả cầu | Kết quả giải mã quả cầu | Giá trị giải thưởng (đồng) | TK |
| Tập | Ngày       | Đội chơi                                                        | 1                       | 2                       | 3                       | 4                       | 5                       | 6                       | 7                       | 8                       | Giá trị giải thưởng (đồng) | TK |
| --- | ---------- | --------------------------------------------------------------- | ----------------------- | ----------------------- | ----------------------- | ----------------------- | ----------------------- | ----------------------- | ----------------------- | ----------------------- | -------------------------- | -- |
| 15  | 10/10/2020 | Hoàng Mèo, Quách Ngọc Tuyên (2), Tân Trề, Hứa Minh Đạt          |                         |                         |                         |                         |                         |                         |                         |                         | 0                          |    |
| 16  | 17/10/2020 | Băng Di, Trang Pháp, Thùy Anh (2), Minh Trung                   |                         |                         |                         |                         |                         | [ a ]                   |                         |                         | 0                          |    |
| 17  | 24/10/2020 | Hữu Đằng (2), Võ Tấn Phát, Ngọc Hoa (2), Kim Đào                |                         |                         |                         |                         |                         |                         |                         |                         | 0                          |    |
| 18  | 31/10/2020 | Hồng Thanh, Mai Anh, Phạm Lịch, Lâm Vinh Hải                    |                         |                         |                         |                         |                         |                         |                         | –                       | 0                          |    |
| 19  | 7/11/2020  | Lê Nhân (2), Lu Dương, Xuân Tiến (2), Duy Khương                |                         |                         |                         |                         |                         |                         |                         | –                       | 30.000.000                 |    |
| 20  | 14/11/2020 | Trang Moon, Trang Cherry, Dũng Bino, Phạm Anh Tuấn              |                         |                         |                         |                         |                         |                         |                         | [ b ]                   | 0                          |    |
| 21  | 21/11/2020 | Nhóm Zero9 (2) (Alan, KayZ, Han, JBin)                          |                         |                         |                         |                         |                         |                         |                         | –                       | 40.000.000                 |    |
| 22  | 28/11/2020 | Võ Điền Gia Huy, Rima Thanh Vy, Nhâm Phương Nam, Tuyền Tăng (2) |                         |                         |                         |                         |                         | [ a ]                   |                         | –                       | 0                          |    |
| 23  | 5/12/2020  | Mie, Oxy, Yaya Trương Nhi, King Lady                            |                         |                         |                         |                         |                         |                         |                         |                         | 0                          |    |
| 24  | 12/12/2020 | Tú Vi, Văn Anh, Thanh Duy, Kha Ly                               |                         |                         |                         |                         |                         |                         |                         |                         | 50.000.000                 |    |
| 25  | 19/12/2020 | Phan Tô Ny, Thanh Thức, Dương Cẩm Lynh, Phạm Đình Thái Ngân     |                         |                         |                         |                         |                         |                         |                         |                         | 50.000.000                 |    |
| 26  | 26/12/2020 | Đại Nhân, Quang Đăng, Tronie Ngô, Kelbin Lei                    |                         |                         |                         |                         |                         |                         |                         |                         | 0                          |    |

## Thống kê

### Những đội trưởng đã giải mã thành công (chiến thắng) quả cầu số 8

#### Mùa 1
- Bảo Kun (tập 7) - 100.000.000 đồng  - Đồng kỷ lục
- Ái Phương (tập 17) - 50.000.000 đồng
- Ivone (nhóm LIME) (tập 25) - 50.000.000 đồng

#### Mùa 2
- Quốc Khánh (tập 5, cùng Ngọc Phước) - 50.000.000 đồng
- Lý Bình (tập 8) - 50.000.000 đồng
- Dustin Phúc Nguyễn (tập 11) - 50.000.000 đồng
- Rosy (nhóm Lip B) (tập 13) - 50.000.000 đồng
- Hoàng Trung (tập 14, cùng Ngô Hải Nam) - 100.000.000 đồng - Đồng kỷ lục
- Văn Anh (tập 24) - 50.000.000 đồng
- Phan Tô Ny (tập 25) - 50.000.000 đồng

### Những thành viên cùng đội trưởng giải mã quả cầu số 8
Ghi chú: Những người chơi đã bị loại có tên chữ màu đỏ, những người chơi là nhóm trưởng có tên chữ màu xanh lá cây.

#### Mùa 1
- Khắc Minh (tập 23, đã bị loại ở quả cầu số 6)
- Khánh Ngô (tập 26)

#### Mùa 2
- Ngọc Phước (tập 5, đã bị loại ở quả cầu 7)
- Cody (tập 12)
- Ngô Hải Nam (tập 14)

### Những câu hỏi lặp lại trong chương trình
- "Nhân vật Violett Parr - con gái đầu của "Gia đình siêu nhân" trong bộ phim "The Incredibles" của hãng Pixar sở hữu siêu năng lực gì?" (Mùa 1 - tập 2 [quả cầu 1], tập 19 [quả cầu 2]) - Đáp án đúng: Tàng hình (vàng)

## Khung giờ phát sóng

### Phát chính
- 20h00 chủ nhật trên VTV3 (03/03/2019 - 25/08/2019).
- 10h45/10h50/10h55/11h00 thứ 7 (04/01/2020 - 11/04/2020, 10/10/2020 - 26/12/2020).

### Phát lại
- 04h30 thứ 4 (06/03/2019 - 28/08/2019)
- 15h30 thứ 6 (08/03/2019 - 26/04/2019)

## Tạm ngừng phát sóng
Trong suốt thời gian phát sóng, chương trình đã có nhiều lần phải tạm dừng hoặc thay đổi việc ghi hình và phát sóng theo kế hoạch, chủ yếu do bị trùng vào thời điểm diễn ra các sự kiện đặc biệt. Các chương trình đã bị hoãn được phát sóng trở lại 1 tuần sau đó. Cụ thể:

### Tạm ngừng phát sóng
- Ngày 25 tháng 1 năm 2020 (Mùng 1 Tết Canh Tý) do trùng với lịch phát sóng các chương trình Tết Nguyên Đán.
- Từ sau số phát sóng ngày 18/4/2020 - 3/10/2020, trong thời gian này là phát lại mùa 4, 5 của chương trình Người đi xuyên tường.

### Thay đổi kế hoạch ghi hình và phát sóng
- Sau khi Thủ tướng Chính phủ ban hành 2 chỉ thị số 15 & 16 về công tác phòng chống Đại dịch COVID-19, chương trình đã hoãn đợt ghi hình dự kiến diễn ra từ ngày 30 đến 31 tháng 3 năm 2020. Đồng thời, các tập phát sóng từ 1 đến 13 đã được ghi hình từ ngày 9 đến 24 tháng 12 năm 2019 đều trong điều kiện có khán giả, các tập phát sóng từ 14 đến 22 đã ghi hình lần lượt từ ngày 16 đến 24 tháng 3 năm 2020 trong điều kiện không có khán giả với tần suất ghi hình từ 2 đến 3 tập 1 ngày. Ngày 9 và 10 tháng 11 năm 2020, chương trình đã ghi hình 4 tập còn lại của mùa 2.

## Kết thúc sứ mệnh
Chương trình này đã kết thúc sứ mệnh hoàn toàn vào ngày 26/12/2020 sau 2 mùa phát sóng. Thay thế cho khung giờ 11h00 thứ 7 là chương trình Chuyện chàng - Chuyện nàng (bản quyền của Việt Nam). Tập đầu tiên phát sóng vào ngày 3/4/2021.

## Nhà tài trợ
- Không có nhà tài trợ (3/3/2019 - 26/12/2020)